# Euploea goudotii
Euploea goudotii is een vlinder uit de familie van de Nymphalidae. De wetenschappelijke naam van de soort is voorgesteld door Jean Baptiste Boisduval in een publicatie uit 1833.
Deze vlinder komt alleen voor op Réunion.